# Émilie Querbalec
Œuvres principales
- Les Oubliés d’Ushtar
- Quitter les monts d'Automne

Émilie Querbalec, née en 1971 à Sapporo au Japon, est une romancière et nouvelliste de science-fiction et de fantastique en langue française. Son roman, Quitter les monts d'automne, est lauréat du prix Rosny aîné.

## Biographie
Émilie Querbalec naît en 1971 à Sapporo, au Japon, d’un père français, enseignant-chercheur à l’université et d’une mère japonaise, céramiste-plasticienne. Elle restera six ans à Sapporo.
Enfant, elle découvre les animés de Leiji Matsumoto et de Hayao Miyazaki, les mangas Galaxy Express 999, Nausicaä de la Vallée du vent et la bande-dessinée Valérian et Laureline.
Sa famille s'installe ensuite en France, où Émilie Querbalec suit une scolarité classique puis obtient un baccalauréat scientifique, enchaîne avec une année de classe préparatoire littéraire puis des études de photographie, d'histoire de l'art et de langues orientales. Elle exerce comme diététicienne-nutritionniste dans un hôpital pédiatrique et se consacre en parallèle à l'écriture.

## Publications
À ses débuts, Émilie Querbalec écrit des nouvelles dans le genre du fantastique, avant de passer à la science-fiction.
Sa nouvelle, La Parfaite Équation du bonheur, évoque l'histoire d'un couple qui place son sort entre les mains d'une application et donc d'une intelligence artificielle, pour gérer leur relation. Ce récit est qualifié d'humaniste, teinté de nostalgie, et qui possède une véritable grâce dans sa façon de dire l’effritement de la relation amoureuse.
Son premier roman, Les Oubliés d’Ushtâr, est un planet opera situé sur Ushtâr, une planète-océan. L'ouvrage, qui présente une variété de points de vues est qualifié d'haletant et à suspense. Son deuxième roman, Quitter les monts d'automne, mêlant science-fantasy et space opera se passe sur Tasaï, une planète maintenue dans un état archaïque qui évoque le Japon pré-industriel, puis dans l'espace. Le thème principal de ce « roman initiatique et politique » est la mémoire. Le rythme de l'ouvrage est qualifié de lent, mais l'écriture d'élégante et subtile et le cadre original, un univers qui fait parfois écho aux sagas d'Ursula K. Le Guin. 

### Romans
- Les Oubliés d’Ushtâr, NATS, 2018, 468 p.  (ISBN 978-3-95858-170-8)
- Quitter les monts d'automne, Albin Michel, coll. « Imaginaire », 2020, 448 p.  (ISBN 978-2-226-45193-4)Réédition, Le Livre de poche, coll. « Imaginaire », 2022, 608 p. (ISBN 978-2-253-10344-8)
- Les Chants de Nüying, Albin Michel, coll. « Imaginaire », 2022, 480 p.  (ISBN 978-2-226-47282-3)Réédition, Le Livre de poche, coll. « Imaginaire », 2025, 544 p. (ISBN 978-2-253-90933-0)
- Les Sentiers de recouvrance, Albin Michel, coll. « Imaginaire », 2024, 240 p.  (ISBN 978-2-226-48868-8)

### Nouvelles
- Main verte, Etherval n° 4 : Domini Doni ?, 2014
- Coccinelles, Folie(s), Editions des Artistes fous, 2014
- Paradise4, L'Homme de demain, Editions des Artistes fous, 2015
- Lisse, le cordon, Malpertuis VI, 2015
- Une veine de cocu, Malpertuis VII, 2016
- Pour une simple étincelle d'amour, AOC n° 42, 2016
- La Parfaite Équation du bonheur, Géante Rouge n° 25 - Cahier C, 2017Rééditée dans le recueil Par delà l'horizon, Chambéry, ActuSF, 22 octobre 2021, 512 p. (ISBN 978-2-37686-386-1)
- Métisse, Galaxies nouvelle série n° 50/92, 2017
- Karma Goodies, Galaxies nouvelle série n° 48/90, 2017
- Les Algues, Malpertuis VIII, 2017
- Les Sables d'Olonna, Géante Rouge n° 26 - Cahier B, 2018
- Paris, Paradis, Dans les villes du futur, ARKUIRIS, 2018
- La Cloche, Hasta Siempre, AOC n° 50 : Spécial concours Visions du futur, 2018
- Le Prix du Sang, Les Vagabonds du Rêve n° 6 : Rouge, 2019
- Mars Hôtel California, Dimension Rock, Rivière Blanche, 2020
- Échos, Malpertuis XI, 2020
- Floraisons, Géante Rouge n° 29, 2021
- À cœur suspendu, Utopiales 2022, ActuSF, pages 39 à 57, 2022

## Distinctions
- 2018 : la nouvelle La Cloche, Hasta Siempre obtient le prix Visions du Futur
- 2019 : le roman Les Oubliés d’Ushtar, a été finaliste du prix Rosny aîné
- 2021 : le roman Quitter les monts d'automne obtient le prix Rosny aîné
- 2024 : le roman Les Sentiers de recouvrance obtient le prix Julia-Verlanger